# Dystrykt Tando Allahyar
Dystrykt Tando Allahyar (sindhi: ضلعو ٽنڊو الهيار) – dystrykt w południowym Pakistanie w prowincji Sindh. Siedzibą administracyjną dystryktu jest Tando Allahyar.
Dystrykt został wydzielony w 2005 roku z dystryktu Hajdarabad.